# Noche Escandinava
Noche Escandinava (в превод от испански: „Скандинавска нощ“) е турне, представящо класически вокални композиции предимно от скандинавски автори, а така също и фолклорни песни от същия регион.

## История
Идеята за събитието е на Таря Турунен, която иска да представи на хората от Латинска Америка европейската култура.
Първата част от „Noche Escandinava“ се състои през май 2002 г. с концерти в Сантяго де Чиле, Чили и Буенос Айрес, Аржентина. Поради интереса към „Noche Escandinava“ през април и май 2004 г. се състои втората част, този път в 4 държави – Чили, Аржентина, Бразилия и Румъния. Разликата е в това, че във втората част всички песни са от финландски композитори.

## Солисти

### Първа част
- Таря Турунен (Финландия) – сопран
- Марют Паавилайнен (Финландия) – сопран
- Ингвилд Сторауг (Норвегия) – мецо-сопран
- Изуми Кавакацу (Япония) – пиано

### Втора част
- Таря Турунен (Финландия) – сопран
- Марют Паавилайнен (Финландия) – сопран
- Юха Коскела (Финландия) – баритон
- Изуми Кавакацу (Япония) – пиано

## Репертоар

### Първа част
Сигурд фон Кох (1879 – 1919)
- I manaden Tjaitra – Ингвилд Сторауг
- Af Lotusdoft och manenssken – Ингвилд Сторауг

Едвард Григ (1843 – 1907)
- 3 песни от Haugtussa op.67:
- "Älska" – Ингвилд Сторауг
- Vonddag – Ингвилд Сторауг
- Med en vandlilje – Ингвилд Сторауг

Туре Рангстрьом (1884 – 1947)
- "Vinden och trädet" – Марют Паавилайнен
- Pan – Марют Паавилайнен

Ян Сибелиус (1865 – 1957)
- "Demanten pa marssnön op.36 nr.6" – Марют Паавилайнен
- "Im Feld ein Mädchen singt op. 50 nr.3" – Марют Паавилайнен

Туре Рангстрьом
- Den enda stunden – Таря Турунен
- Vingar i natten – Таря Турунен

Ян Сибелиус
- "Säv, säv susa op. 36 nr.4" – Таря Турунен
- "Den första kyssen op.37 nr.1" – Таря Турунен

Леви Мадетоя (1887 – 1947)
- Heijaa, heijaa op.60 nr.1 – Таря Турунен
- Yrtit tummat op.9 nr.1 – Таря Турунен

Оскар Мериканто (1868 – 1924)
- Soipa kieli – Марют Павилианен и Таря Турунен
- Oi kiitos sa luojani armollinen – Марют Паавилайнен и Таря Турунен

Йоханес Брамс (1833 – 1897)
- "Vergäbliches Ständchen op.94 nr.4" – Ингвилд Сторауг
- Sappische Ode op.89 nr.4 – Ингвилд Сторауг

Мануел де Фала (1876 – 1946)
- Siete canciones populares:
- "El paño moruno" – Ингвилд Сторауг
- Nana – Ингвилд Сторауг
- "Canción" – Ингвилд Сторауг

Хуго Волф (1860 – 1903)
- "Das verlassene Mägdlein" – Марют Паавилайнен
- Zitronenfalter im April – Марют Паавилайнен
- "Frühling übers Jahr" – Марют Паавилайнен
- Anakreons Grab – Марют Паавилайнен
- Verborgenheit – Таря Турунен
- Elfenlied – Таря Турунен

Рихард Щраус (1864 – 1949)
- "Du meines Herzens Krönelein op.21 nr.2" – Таря Турунен
- Zueignung op.10 nr.1 – Таря Турунен

Йоханес Брамс (1833 – 1897)
- Die Meere op.20 nr.3 – Таря Турунен и Ингвилд Сторауг
- Die Schwestern op.61 nr.4 – Таря Турунен и Ингвилд Сторауг

Феликс Менделсон (1809 – 1847)
- Herbstlied op.63 nr.4 – Марют Паавилайнен и Таря Турунен
- "Ich wollt, meine Lieb ergösse sich... op.63 nr.1" – Марют Паавилайнен и Таря Турунен

### Втора част
Оскар Мериканто (1868 – 1924):
- Elämälle, Op. 93 N°4 (Ernst V. Knape) – Юха Коскела
- Omenankukat, Op. 53 N°1 (Eino Leino) – Марют Паавилайнен
- Miksi laulan, Op. 20 N°2 (J.H. Erkko) – Таря Турунен
- Laulaja taivaan portilla, Op. 75 N°2 (Lauri Pohjanpää) – Юха Коскела
- Kevätlinnuille etelässä, Op. 11 N°1 (J.H.Erkko) – Юха Коскела
- Rukous, Op. 40 N°2 (Nino Runeberg) – Таря Турунен
- Pai, pai paitaressu, Op. 2 N°1 (Mustakallio) – Марют Паавилайнен
- Metsäkyyhkyset, Op. 47 N°1 (J. Blicher-Clausen) – Марют Паавилайнен

Ирйо Килпонен (1892 – 1959):
- Illalla, Op. 19 N°7 (Eino Leino) – Юха Коскела
- Laululle, Op. 52 N°3 (V.E. Törmänen) – Таря Турунен
- Rannalta I, Op. 23 N°1 (V.A. Koskenniemi) – Таря Турунен

Ерки Мелартин (1875 – 1937):
- Minä metsän polkuja kuljen, Op. 4 N°1 (Eino Leino) – Юха Коскела
- Tähtien laulu, Op. 155 N°2 (Arvid Lydecken) – Таря Турунен и Марют Паавилайнен

Ян Сибелиус (1865 – 1957):
- Illalle, Op. 17 N°6 (A.V. Forsman/ Koskimies) – Юха Коскела
- Lastu lainehilla, Op. 17 N°7 (Ilmari Kianto) – Марют Паавилайнен
- Säf, säf susa, Op. 36 N°4 (G. Fröding) – Таря Турунен
- Lailla virvaliekin (Autrefois) Op. 96 (Laura Heinonen) – Таря Турунен и Марют Паавилайнен
- Svarta rosor, Op. 36 N°1 (Ernst Josephson) – Юха Коскела
- Var det en dröm, Op. 37 N°1 (J.J. Wecksell) – Юха Коскела
- Tanken (Johan Ludvig Runeberg) – Марют Паавилайнен и Юха Коскела

Финландски народни песни: (аранжимент: Ралф Готхони, 1987):
- Soittajapaimen – Марют Паавилайнен
- Hilu hilu – Марют Паавилайнен
- Läksin minä kesäyönä – Марют Паавилайнен
- Minun kultani kaunis on – Марют Паавилайнен

Тоиво Кула (1883 – 1918):
- Tuijotin tulehen kauan, Op. 2 N°2 (Eino Leino) – Таря Турунен
- Kesäyö kirkkomaalla, Op. 6 N°1 (V.A. Koskenniemi) – Таря Турунен
- Imandran laulu, Op. 30c/4 (Larin Kyösti) – Таря Турунен
- Aamulaulu, Op. 2 N°3 (Eino Leino) – Марют Паавилайнен
- Sinipiika, Op. 23 N°1 (V.A. Koskenniemi) – Юха Коскела
- Syystunnelma, Op. 2 N°1 (Eino Leino) – Юха Коскела

Оскар Мериканто:
- Myrskylintu, Op. 30 N°4 (Kashmir Leino) – Юха Коскела
- Soi vienosti murheeni soitto, Op. 36 N°3 (Heikki Ansa) – Марют Паавилайнен
- Soipa kieli – Таря Турунен и Юха Коскела
- Kun päivä paistaa, Op. 24 N°1 (Hilja) – Таря Турунен
- Merellä, Op. 47 N°4 (J.H. Erkko) – Юха Коскела
- Oi, kiitos sa Luojanen armollinen – Таря Турунен, Марют Паавилайнен и Юха Коскела

## Издадени записи
На 23 декември 2005 е издаден диск с концерта от Втората част на „Niche Escandinava“. Записът е направен в Театър „Маргарита Хиргу“, Буенос Айрес, Аржентина, на 24 април 2004.